# Україна на пісенному конкурсі Євробачення 2019
Україна не брала участь у 64-му пісенному конкурсі «Євробачення», що проходив у Тель-Авіві, Ізраїль. У лютому UA: Суспільне мовлення провело національний відбір спільно з українським телеканалом «СТБ», за підсумками якого з піснею «Siren Song» перемогла співачка Maruv. Одразу після фіналу UA: Суспільне мовлення дало співачці дві доби на ознайомлення з контрактом, який щороку підписує представник України. За два дні стало відомо, що сторони не дійшли згоди через умови контракту, і співачка відмовилася його підписувати. Після цього UA: Суспільне мовлення звернулося до «Freedom Jazz» та «KAZKA», які посіли друге та третє місце відповідно, але вони відхилили їхні пропозиції. Гурт «Brunettes Shoot Blondes», який посів четверте місце, повідомив, що відхилить пропозицію, якщо до них звернеться UA: Суспільне мовлення. Ще двоє фіналістів нацвідбору — гурти Yuko та Anna-Maria не висловили своєї позиції, чи погодилися б на пропозицію поїхати на «Євробаченні-2019». Згодом стало відомо, що 27 лютого 2019 року UA: Суспільне мовлення ухвалило рішення відмовитися від участі в конкурсі цього року.

## Передісторія
У 2002 році «Національна телекомпанія України» долучилася до пісенного конкурсу «Євробачення». З того часу Україна була представлена на конкурсі 15 разів, з яких двічі перемагала: 2004 року з піснею «Wild Dances» і 2016 року — з «1944». Найгіршим результатом України на конкурсі став 2017 рік. Тоді з піснею «Time» країну представив гурт «O.Torvald», посівши 24 місце. У 2018 році після закінчення трирічного контракту з телеканалом «СТБ» щодо спільного проведення Національного відбору на пісенний конкурс «Євробачення», «Національна суспільна телерадіокомпанія України» підписала новий контракт, який діятиме до 2021 року включно.

## Національний відбір

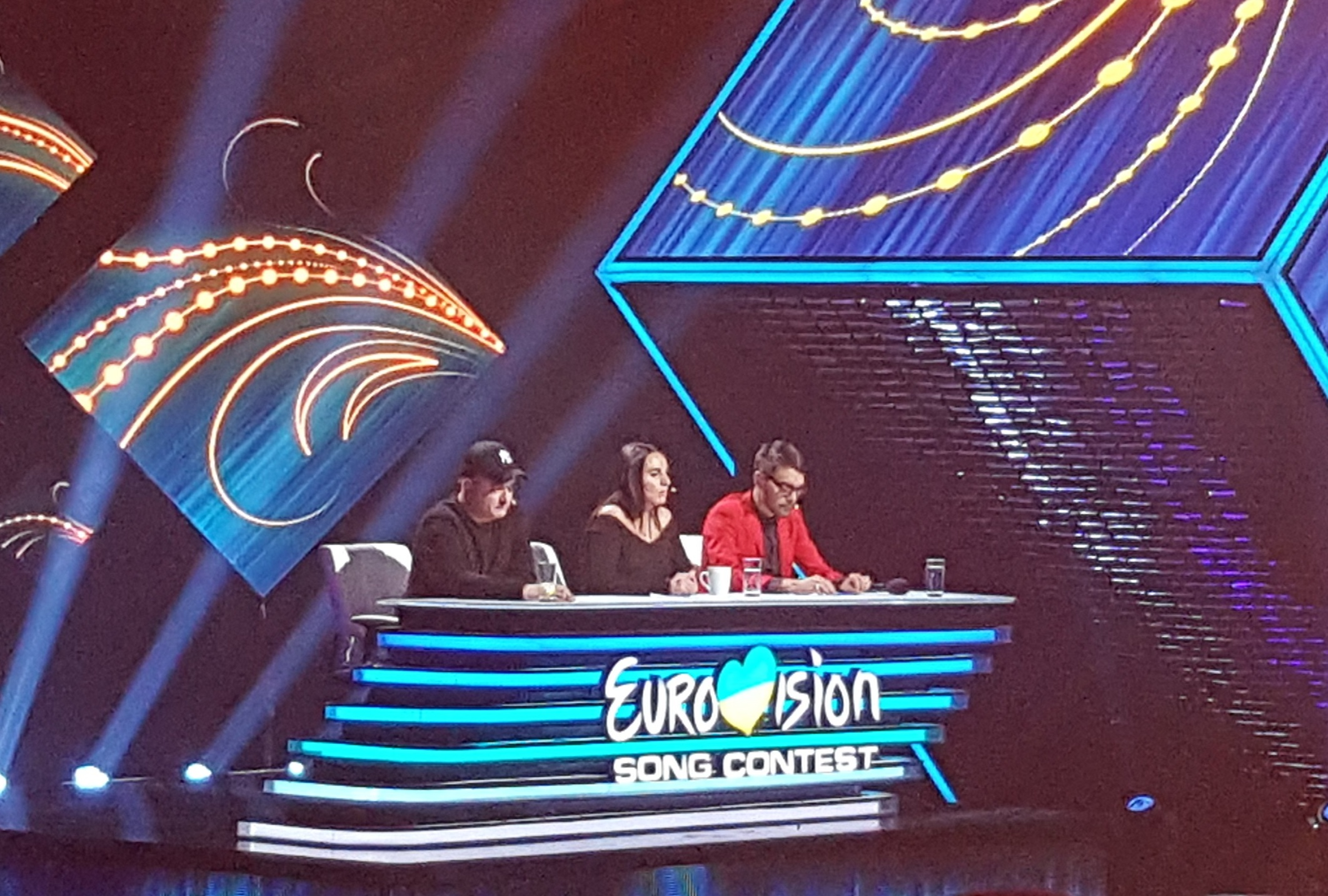
А. Данилко, Джамала і Є. Філатов

Перший етап національного відбору відбувся з 18 жовтня 2018 по 15 січня 2019 року. У цей період усі охочі, що досягли шістнадцятирічного віку, мали змогу направити заявку на участь до 25 грудня. Далі музичний продюсер Руслан Квінта разом з телеканалом «СТБ» за участі представника НСТУ обрали 16 учасників для участі в півфіналах: «Анна-Марія», «Bahroma», «Braii», «Brunettes Shoot Blondes», «Freedom Jazz», Ivan Navi, «KAZKA», KHAYAT, KiRA MAZUR, LAUD, «LETAY», Tayanna, «The Hypnotunez», Віра Кекелія, «Yuko», «ЦЕШО». 22 січня Руслан Квінта повідомив, що співачку Tayanna, яка напередодні жеребкування відмовилася від участі в Національному відборі, замінить співачка Maruv.
Телевізійна зйомка Національного відбору відбулася в Палаці культури НТУУ «КПІ» 9, 16 та 23 лютого 2019 року. Ведучим шоу втретє став Сергій Притула, ведучою залаштунків — Надія Матвєєва. Учасників оцінювали:
- Джамала — співачка, переможниця 61-го пісенного конкурсу «Євробачення»;
- Андрій Данилко — співак та композитор, представник України на 52-му пісенному конкурсі «Євробачення» в образі Вєрки Сердючки;
- Євген Філатов — співак, соліст гурту «The Maneken» та музичний продюсер гурту «ONUKA».[11]

| Півфіналісти              | Півфіналісти        | Півфіналісти   | Півфіналісти           | Півфіналісти                            | Півфіналісти |
| Виконавець                | Пісня               | Переклад       | Мова                   | Автори                                  |              |
| ------------------------- | ------------------- | -------------- | ---------------------- | --------------------------------------- | ------------ |
| «Анна-Марія»              | «My road»           | Мій шлях       | англійська             | Анна Опанасюк, Марія Опанасюк           |              |
| «Bahroma»                 | «Назавжди-навсегда» | —              | українська             | Роман Бахарєв                           |              |
| «Braii»                   | «Maybe»             | Можливо        | англійська             | Оксана Бризгалова, Олександр Кривошеєв  |              |
| «Brunettes Shoot Blondes» | «Houston»           | Г'юстон        | англійська             | Андрій Ковальов                         |              |
| «Freedom Jazz»            | «Cupidon»           | Купідон        | англійська             | Олександра Журба                        |              |
| Ivan Navi                 | «All for the Love»  | Усе для любові | англійська             | Іван Сяркевич, Яна Ковальова            |              |
| «KAZKA»                   | «Apart»             | Нарізно        | англійська, українська | Євген Матюшенко, Руслан Ахріменко       |              |
| KHAYAT                    | «Ever»              | Завжди         | англійська, українська | Андрій Хаят                             |              |
| KiRA MAZUR                | «Дихати»            | —              | українська             | Олена Мазур                             |              |
| Laud                      | «2 дні»             | —              | українська             | Іван Клеменко, Станіслав Чорний         |              |
| «LETAY»                   | «Мила моя»          | —              | українська             | Ілля Рєзніков                           |              |
| Maruv                     | «Siren Song»        | Пісня сирени   | англійська             | Ганна Корсун                            |              |
| «The Hypnotunez»          | «Hey»               | Гей!           | англійська             | учасники гурту «The Hypnotunez»         |              |
| Віра Кекелія              | «Wow»               | Ого!           | англійська             | Роман Дуда, Віра Кекелія                |              |
| «Yuko»                    | «Галина гуляла»     | —              | українська             | Станіслав Корольов, Юлія Юріна, народні |              |
| «ЦеШо»                    | «Hate»              | Ненависть      | англійська, українська | учасники гурту «ЦеШо»                   |              |

### Повернення
Восьмеро з шістнадцяти півфіналістів цьогорічного Національно відбору на «Євробачення-2019» брали участь у відборах в інші роки.
| Виконавець                              | Рік  | Пісня              | Місце |
| --------------------------------------- | ---- | ------------------ | ----- |
| «Bahroma»                               | 2011 | «Её имя»           | 13    |
| Віра Кекелія (як учасниця «А.R.М. І.A») | 2011 | «Алло, алло»       | ПФ    |
| «Анна-Марія»                            | 2014 | «5 Stars Hotel»    | 16    |
| «Brunettes Shoot Blondes»               | 2016 | «Every Monday»     | 6     |
| Maruv (як учасниця «Pringlez»)          | 2016 | «Easy to Love»     | ПФ    |
| «LETAY»                                 | 2017 | «World is Calling» | ПФ    |
| Laud                                    | 2018 | «Waiting»          | 4     |
| «KAZKA»                                 | 2018 | «Дива»             | ПФ    |

### Перший півфінал
9 лютого 2019 року відбувся перший півфінал Національного відбору на «Євробачення». Учасники виступили згідно зі своїми порядковими номерами, які попередньо визначили під час жеребкування. Після виступу останнього учасника організатори відкрили лінії для голосування, яке тривало протягом п'ятнадцяти хвилин. Під час підрахунку голосів на сцені виступив торішній представник України на «Євробаченні-2018» співак Mélovin. Після цього ведучий Сергій Притула оголосив результати суддівського, а відтак і глядацького голосування. Найвищий бал від суддів здобув гурт «Yuko», глядачі віддали перевагу співачці Maruv. У підсумку до фіналу пройшли «Yuko», Maruv і «Brunettes Shoot Blondes».
| Перший півфінал — 9 лютого 2019 | Перший півфінал — 9 лютого 2019 | Перший півфінал — 9 лютого 2019 | Перший півфінал — 9 лютого 2019 | Перший півфінал — 9 лютого 2019 | Перший півфінал — 9 лютого 2019 | Перший півфінал — 9 лютого 2019 | Перший півфінал — 9 лютого 2019 |
| Номер                           | Виконавець                      | Пісня                           | Судді                           | Телеголосування                 | Телеголосування                 | Підсумок                        | Місце                           |
| Номер                           | Виконавець                      | Пісня                           | Судді                           | Відсотки                        | Бали                            | Підсумок                        | Місце                           |
| ------------------------------- | ------------------------------- | ------------------------------- | ------------------------------- | ------------------------------- | ------------------------------- | ------------------------------- | ------------------------------- |
| 1                               | «The Hypnotunez»                | «Hey»                           | 1                               | 5,33 %                          | 1                               | 2                               | 8                               |
| 2                               | «LETAY»                         | «Мила моя»                      | 2                               | 10,42 %                         | 3                               | 5                               | 7                               |
| 3                               | Віра Кекелія                    | «Wow»                           | 4                               | 7,86 %                          | 2                               | 6                               | 6                               |
| 4                               | «ЦеШо»                          | «Hate»                          | 5                               | 13,78 %                         | 6                               | 11                              | 4                               |
| 5                               | «Yuko»                          | «Галина гуляла»                 | 8                               | 13,39 %                         | 5                               | 13                              | 3                               |
| 6                               | Maruv                           | «Siren Song»                    | 6                               | 22,64 %                         | 8                               | 14                              | 1                               |
| 7                               | «Brunettes Shoot Blondes»       | «Houston»                       | 7                               | 15,44 %                         | 7                               | 14                              | 2                               |
| 8                               | «Bahroma»                       | «Назавжди-навсегда»             | 3                               | 11,15 %                         | 4                               | 7                               | 5                               |

| Результати суддівського голосування | Результати суддівського голосування | Результати суддівського голосування | Результати суддівського голосування | Результати суддівського голосування | Результати суддівського голосування | Результати суддівського голосування |
| Номер                               | Пісня                               | Судді                               | Судді                               | Судді                               | Підсумок                            | Бали                                |
| Номер                               | Пісня                               | Данилко                             | Джамала                             | Філатов                             | Підсумок                            | Бали                                |
| ----------------------------------- | ----------------------------------- | ----------------------------------- | ----------------------------------- | ----------------------------------- | ----------------------------------- | ----------------------------------- |
| 1                                   | «Hey»                               | 1                                   | 1                                   | 1                                   | 3                                   | 1                                   |
| 2                                   | «Мила моя»                          | 3                                   | 3                                   | 3                                   | 9                                   | 2                                   |
| 3                                   | «Wow»                               | 4                                   | 4                                   | 2                                   | 10                                  | 4                                   |
| 4                                   | «Hate»                              | 5                                   | 6                                   | 5                                   | 16                                  | 5                                   |
| 5                                   | «Галина гуляла»                     | 6                                   | 8                                   | 8                                   | 22                                  | 8                                   |
| 6                                   | «Siren Song»                        | 8                                   | 5                                   | 4                                   | 17                                  | 6                                   |
| 7                                   | «Houston»                           | 7                                   | 7                                   | 7                                   | 21                                  | 7                                   |
| 8                                   | «Назавжди-навсегда»                 | 2                                   | 2                                   | 6                                   | 10                                  | 3                                   |

### Другий півфінал
16 лютого 2019 року відбувся другий півфінал Національного відбору на «Євробачення». Учасники виступили згідно зі своїми порядковими номерами, які попередньо визначили під час жеребкування. Після виступу останнього учасника організатори відкрили лінії для голосування, яке тривало протягом п'ятнадцяти хвилин. Під час підрахунку голосів на сцені виступив представник Чехії на цьогорічному «Євробаченні» гурт «Lake Malawi». Після цього ведучий Сергій Притула оголосив результати суддівського, а відтак і глядацького голосування. Найвищий бал від суддів та глядачів здобув гурт «Freedom Jazz». У підсумку до фіналу пройшли «Freedom Jazz», «Анна-Марія» і «KAZKA».
| Другий півфінал — 16 лютого 2019 | Другий півфінал — 16 лютого 2019 | Другий півфінал — 16 лютого 2019 | Другий півфінал — 16 лютого 2019 | Другий півфінал — 16 лютого 2019 | Другий півфінал — 16 лютого 2019 | Другий півфінал — 16 лютого 2019 | Другий півфінал — 16 лютого 2019 |
| Номер                            | Виконавець                       | Пісня                            | Судді                            | Телеголосування                  | Телеголосування                  | Підсумок                         | Місце                            |
| Номер                            | Виконавець                       | Пісня                            | Судді                            | Відсотки                         | Бали                             | Підсумок                         | Місце                            |
| -------------------------------- | -------------------------------- | -------------------------------- | -------------------------------- | -------------------------------- | -------------------------------- | -------------------------------- | -------------------------------- |
| 1                                | Ivan Navi                        | «All for the Love»               | 4                                | 11,64 %                          | 4                                | 8                                | 6                                |
| 2                                | «Анна-Марія»                     | «My road»                        | 5                                | 16,73 %                          | 7                                | 12                               | 2                                |
| 3                                | «KAZKA»                          | «Apart»                          | 7                                | 13,44 %                          | 5                                | 12                               | 3                                |
| 4                                | KiRA MAZUR                       | «Дихати»                         | 1                                | 4,05 %                           | 1                                | 2                                | 8                                |
| 5                                | Laud                             | «2 дні»                          | 6                                | 8,11 %                           | 3                                | 9                                | 4                                |
| 6                                | Khayat                           | «Ever»                           | 2                                | 14,63 %                          | 6                                | 8                                | 5                                |
| 7                                | «Braii»                          | «Maybe»                          | 3                                | 5,76 %                           | 2                                | 5                                | 7                                |
| 8                                | «Freedom Jazz»                   | «Cupidon»                        | 8                                | 25,64 %                          | 8                                | 16                               | 1                                |

| Результати суддівського голосування | Результати суддівського голосування | Результати суддівського голосування | Результати суддівського голосування | Результати суддівського голосування | Результати суддівського голосування | Результати суддівського голосування |
| Номер                               | Пісня                               | Судді                               | Судді                               | Судді                               | Підсумок                            | Бали                                |
| Номер                               | Пісня                               | Данилко                             | Джамала                             | Філатов                             | Підсумок                            | Бали                                |
| ----------------------------------- | ----------------------------------- | ----------------------------------- | ----------------------------------- | ----------------------------------- | ----------------------------------- | ----------------------------------- |
| 1                                   | «All for the Love»                  | 3                                   | 4                                   | 4                                   | 11                                  | 4                                   |
| 2                                   | «My road»                           | 4                                   | 5                                   | 7                                   | 16                                  | 5                                   |
| 3                                   | «Apart»                             | 8                                   | 7                                   | 5                                   | 20                                  | 7                                   |
| 4                                   | «Дихати»                            | 1                                   | 1                                   | 1                                   | 3                                   | 1                                   |
| 5                                   | «2 дні»                             | 5                                   | 6                                   | 6                                   | 17                                  | 6                                   |
| 6                                   | «Ever»                              | 2                                   | 2                                   | 3                                   | 7                                   | 2                                   |
| 7                                   | «Maybe»                             | 6                                   | 3                                   | 2                                   | 11                                  | 3                                   |
| 8                                   | «Cupidon»                           | 7                                   | 8                                   | 8                                   | 23                                  | 8                                   |

### Фінал
23 лютого 2019 року відбувся фінал Національного відбору на «Євробачення». Учасники виступили згідно зі своїми порядковими номерами, які попередньо визначили під час жеребкування. Після виступу останнього учасника організатори відкрили лінії для голосування, яке тривало протягом п'ятнадцяти хвилин. Під час підрахунку голосів на сцені виступив представник Франції на цьогорічному «Євробаченні» співак Білаль Ассані. Після цього ведучий Сергій Притула оголосив результати суддівського голосування. Найвищий бал від суддів здобув гурт «Freedom Jazz». Перед оголошенням результатів глядацького голосування на сцені виступила співачка Джамала. Глядачі віддали перевагу співачці Maruv, яка, у підсумку, і перемогла в Національному відборі.
| Фінал — 23 лютого 2019 | Фінал — 23 лютого 2019    | Фінал — 23 лютого 2019 | Фінал — 23 лютого 2019 | Фінал — 23 лютого 2019 | Фінал — 23 лютого 2019 | Фінал — 23 лютого 2019 | Фінал — 23 лютого 2019 |
| Номер                  | Виконавець                | Пісня                  | Судді                  | Телеголосування        | Телеголосування        | Підсумок               | Місце                  |
| Номер                  | Виконавець                | Пісня                  | Судді                  | Відсотки               | Бали                   | Підсумок               | Місце                  |
| ---------------------- | ------------------------- | ---------------------- | ---------------------- | ---------------------- | ---------------------- | ---------------------- | ---------------------- |
| 1                      | «Freedom Jazz»            | «Cupidon»              | 6                      |                        | 4                      | 10                     | 2                      |
| 2                      | «Yuko»                    | «Галина гуляла»        | 4                      |                        | 1                      | 5                      | 5                      |
| 3                      | Maruv                     | «Siren Song»           | 5                      |                        | 6                      | 11                     | 1                      |
| 4                      | «Brunettes Shoot Blondes» | «Houston»              | 2                      |                        | 3                      | 5                      | 4                      |
| 5                      | «KAZKA»                   | «Apart»                | 3                      |                        | 5                      | 8                      | 3                      |
| 6                      | «Анна-Марія»              | «My road»              | 1                      |                        | 2                      | 3                      | 6                      |

| Результати суддівського голосування | Результати суддівського голосування | Результати суддівського голосування | Результати суддівського голосування | Результати суддівського голосування | Результати суддівського голосування | Результати суддівського голосування |
| Номер                               | Пісня                               | Судді                               | Судді                               | Судді                               | Підсумок                            | Бали                                |
| Номер                               | Пісня                               | Данилко                             | Джамала                             | Філатов                             | Підсумок                            | Бали                                |
| ----------------------------------- | ----------------------------------- | ----------------------------------- | ----------------------------------- | ----------------------------------- | ----------------------------------- | ----------------------------------- |
| 1                                   | «Cupidon»                           | 4                                   | 6                                   | 6                                   | 16                                  | 6                                   |
| 2                                   | «Галина гуляла»                     | 3                                   | 5                                   | 4                                   | 12                                  | 4                                   |
| 3                                   | «Siren Song»                        | 5                                   | 4                                   | 5                                   | 14                                  | 5                                   |
| 4                                   | «Houston»                           | 2                                   | 3                                   | 2                                   | 7                                   | 2                                   |
| 5                                   | «Apart»                             | 6                                   | 2                                   | 3                                   | 11                                  | 3                                   |
| 6                                   | «My road»                           | 1                                   | 1                                   | 1                                   | 3                                   | 1                                   |

## Скандали
Одразу троє фіналістів із шести стали учасниками скандалів, пов'язаних із невизнанням російської агресії чи концертами в Росії: Анна-Марія, MARUV та Yuko.

### Відмова від участі
Для того, щоб представляти Україну на пісенному конкурсі Євробачення, переможець Національного відбору мав підписати контракт з НСТУ. Переможниця відбору MaruV спочатку заявила, що нібито готова відмовитися від запланованих гастролей у Росії, щоб узяти участь в Євробаченні-2019, проте наступного дня вона відмовилася від участі в конкурсі, пославшись на жорсткість контракту, запропонованому національним мовником. Зокрема, контракт прописував повне узгодження з НСТУ виступу та спілкування з пресою під час конкурсу, а також штраф у розмірі 2 мільйони гривень за порушення будь-якого пункту угоди.
26 лютого про відмову від участі у Євробаченні заявив гурт Freedom Jazz, який посів 2-е місце національного відбору. Слідом за «Freedom Jazz» 27 лютого гурт «KAZKA» також відхилив пропозицію НСТУ про участь у Євробаченні. Гурт «Brunettes Shoot Blondes» наперед оголосив, що також не має наміру брати участь у конкурсі цьогоріч.

## Нотатки
1. ↑  Співають одне слово російською.
2. ↑  Співають два рядки французькою.
3. ↑  Співає два рядки німецькою.